# Șeic

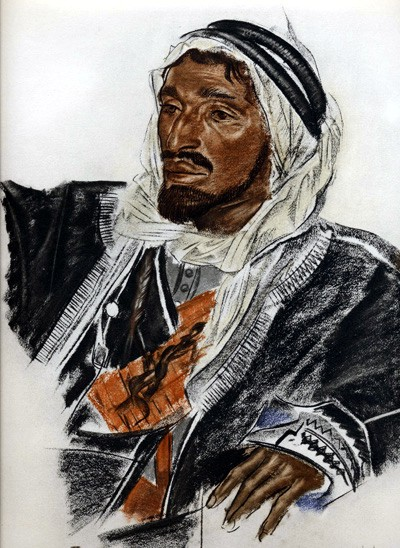
Imaginea clasică a unui 'şeic': Şeicul Sattam Haddadin din Palmyra, pictură de ru.

Șeic (în arabă شيخ‎ – šayḫ) este un rang tradițional în spațiul cultural arab, cu sensul inițial al cuvântului: „veteran, bătrân, înțelept”. La beduini, șeicul este șeful clanului sau al tribului. În lumea islamică, șeicul este o personalitate cu rol conducător în viața spirituală.